# Горелов, Игорь Юрьевич
И́горь Ю́рьевич Горе́лов (8 марта 1969) — советский и российский футболист, защитник и нападающий, тренер.

## Карьера

### В качестве игрока
Воспитанник горьковской ДЮСШ №8. В 1986 впервые появился на поле в составе профессиональной команды - клуба "Химик". В 1987 провёл 19 игр за горьковский «Локомотив», а в следующем году был призван в армию.
В 1990 году сыграл 18 матчей и забил 5 голов за арзамасскую команду «Знамя». Затем перешёл в нижегородский «Локомотив», где провёл 38 игр и забил 13 мячей в первенстве СССР.
В 1992 году дебютировал в составе нижегородского клуба «Локомотив» в Высшей лиге России, играл за него до 1993 года, проведя за это время 52 матча и забив 14 голов. В 1994 году перешёл во владикавказский «Спартак», за который затем выступал до лета 1995 года, сыграв за это время 30 встреч и забив 1 мяч.
Завершал сезон 1995 года в тюменском клубе «Динамо-Газовик», провёл 5 матчей. С 1996 по 1997 год выступал за сочинский клуб «Жемчужина», сыграл 35 встреч.
Сезон 1998 года провёл в клубе «Кубань», в составе которой принял участие в 20 играх и забил 2 гола. В 1999 году вернулся в нижегородский «Локомотив», сыграл за него 15 матчей.
В сезоне 2000 года снова выступал в составе ФК «Жемчужина», сыграл 31 встречу в первенстве и 1 матч в Кубке России. В 2001 году в последний раз вернулся в «Локомотив» в качестве игрока, провёл 2 игры, забил 1 мяч.
Является чемпионом мира среди железнодорожников по футболу.

### В качестве тренера
В конце декабря 2003 года стал помощником главного тренера в ФК «Локомотив-НН», однако по договорённости с руководством клуба контракт официально стал действовать только с 1 февраля 2004. В штабе нижегородского клуба работал до 2005 года.
В июне 2016 года назначен вице-президентом Федерации футбола Нижнего Новгорода, а с ноября 2017 года возглавлял в качестве главного тренера нижегородский «Локомотив-РПМ» и тренировал его в сезоне-2018, команда выступала в Высшей лиге Нижегородской области и Кубке МФС «Приволжье». В марте 2019 года значился спортивным директором клуба, однако затем эту должность занял Игорь Егоров, а Горелов «принял решение сосредоточиться на работе с юными футболистами».